# Guillermo Bathurst
Guillermo Bathurst fue un marino que combatió en la Guerra del Brasil, en las guerras civiles argentinas, y en la Campaña de Rosas al Desierto.

## Biografía
Guillermo Bathurst nació en Southampton, Inglaterra, en febrero de 1796, en el seno de una acomodada y noble familia de marinos. Tras una esmerada educación partió al Río de la Plata en 1826, donde estaba en sus comienzos la Guerra del Brasil.
Bathurst recibió el grado de teniente de marina y el mando del bergantín Independencia incorporándose a la pequeña escuadra comandada por Guillermo Brown.
Al mando del Independencia se destacó en el asalto de la fragata Emperatriz efectuado por Brown en el mismo puerto de Montevideo, tras lo que fue promovido a capitán. 
Tomó parte en numerosas acciones navales, incluyendo el combate de los Pozos. Recibió la baja en 1827 y el 20 de febrero se incorporó al ejército como capitán de infantería.

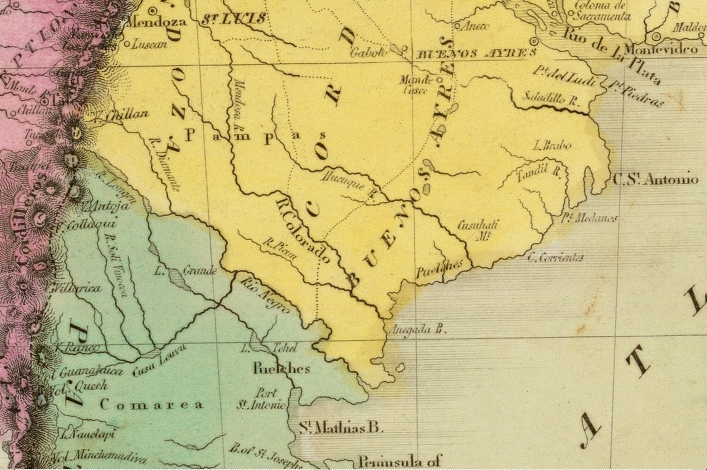
Mapa de Buenos Aires y norte de la patagonia (Illman,1833).

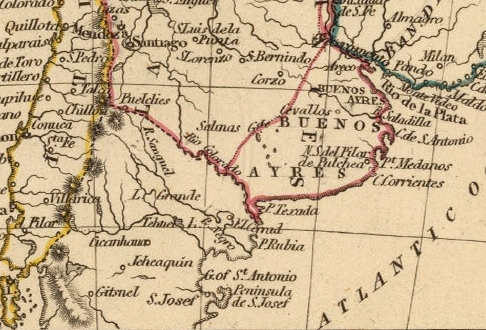
Mapa de Buenos Aires y norte de la patagonia (Thomas,1835).

En julio de 1833 estuvo al frente de la sumaca General San Martín. En mayo de ese año cedió el mando del buque a Felipe Scaillet y estuvo al frente como comandante de Marina en las acciones navales de la División Izquierda de la Campaña al Desierto de Juan Manuel de Rosas llegando hasta el Río Colorado. Con Juan Bautista Thorne contribuyó al relevamiento de la boca y el curso inferior del río.
En 1834 pasó con el grado de sargento mayor al Estado Mayor de la Marina y estuvo brevemente a cargo del pontón Cacique (Faro Republicano).
Tras involucrarse en la situación política, dejó su cargo y paso a Montevideo sumándose a las fuerzas de Fructuoso Rivera, líder del Partido Colorado aliado a los Unitarios, en los inicios de la Guerra Grande.
En 1839 cayó prisionero de Pascual Echagüe en la batalla de Cagancha, siendo enviado detenido al cuartel de Retiro. Regresó entonces a las filas de Rosas y en 1841 se integró a la escuadra destinada a combatir a Rivera. Participó de la campaña dirigida por Brown al mando de distintas naves hasta 1843: bergantín General Belgrano (marzo/agosto de 1841), goleta 9 de Julio (agosto/diciembre de 1841), bergantín goleta Vigilante (en marzo de 1841 y luego hasta el 8 de febrero de 1842), bergantín General San Martín (marzo de 1842 a enero de 1843).
Participó del combate de Santa Lucía, en los que se desarrollaron entre Montevideo y Punta Indio y en el combate de Costa Brava en que fue completamente derrotado el comandante riverista José Garibaldi.

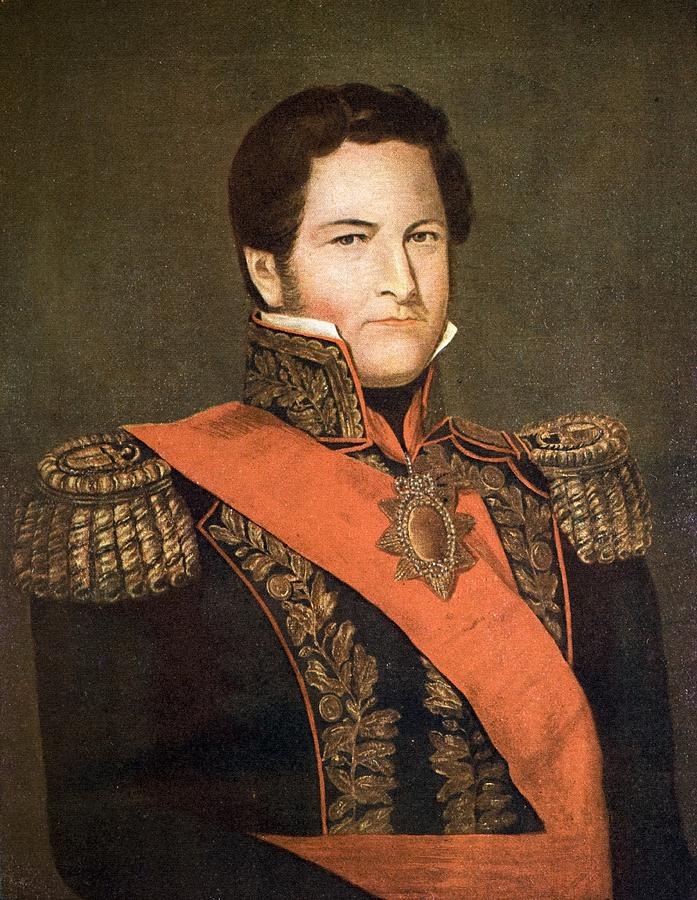
Juan Manuel de Rosas.

Al mando del bergantín Echagüe (desde marzo de 1843) participó del Sitio de Montevideo.
El 29 de diciembre de 1843 la barca francesa Balguerie encalló en el banco Inglés y el Echagüe acudió en auxilio de sus tripulantes. La tripulación del Echagüe fue acusada de haber sacado vestuarios y otros artículos de la barca francesa antes de su hundimiento, lo que motivó un reclamo del vicecónsul francés en Maldonado, M. Calamet, y otro del conde de Lurde. 
Por esta causa, el Echagüe recibió órdenes de trasladarse a Buenos Aires en el mes de febrero de 1844, disponiéndose el relevo de Bathurst y su reemplazo por Santiago Maurice el 7 de marzo de ese año, lo que se concretó 4 días después.
Pese a que las pruebas que lo incriminaban personalmente eran insuficientes, Rosas ordenó que se le formase causa a él y a sus oficiales, siendo mientras tanto detenido en el cuartel del Retiro. Mientras el Echagüe pasaba a reparaciones, el mismo Maurice fue designado juez fiscal de la causa, pero en la noche del 18 de mayo del mismo año Bathurst falleció víctima de un aneurisma, según determinó la autopsia ordenada por Maurice. Fue enterrado en el segundo Cementerio Británico de Buenos Aires, ubicado en la actual plaza "1.º de Mayo" de la calle Victoria.
Una calle del barrio de Boedo en Buenos Aires lleva su nombre.
En 1922 la Armada Argentina bautizó con su nombre al rastreador-minador ARA Bathurst.